# Стругова
Стру́гова (рос. Струговая) — річка в Росії, протікає територією Удмуртії (Ярський район) та Кіровської області (Омутнінський район), ліва притока Вятки.
Бере початок на Верхньокамській височині в Удмуртії. Тече спочатку на південний схід, потім на північний схід, північ, схід та до кінця — на північний схід. Вся течія проходить через ліси. Має декілька дрібних приток, найбільша з яких ліва Мала Стругова.
У верхній течії збудовано залізничний міст.